# Mona Lisa Smile
Mona Lisa Smile è un film del 2003 diretto da Mike Newell.

## Trama
Stati Uniti, 1953, tempi di guerra fredda, maccartismo e segregazione razziale. La trentenne nubile Katherine Ann Watson giunge dalla soleggiata California al Wellesley College, prestigioso collegio femminile del Massachusetts, come docente di storia dell'arte. Dopo un primo approccio con le regole della scuola e con le sue allieve, Katherine si rende conto che lo scopo del collegio è quello di preparare le studentesse alla vita matrimoniale con un buon partito e diventare così mogli perfette e madri devote alla famiglia: in totale contrasto con i suoi principi.
La professoressa decide quindi di offrire alle ragazze nuovi punti di vista con l'aiuto dell'arte, inimicandosi così il corpo docente e, almeno inizialmente, le sue stesse studentesse. L'unica pronta a muovere la sua crociata contro la "sovversiva" insegnante è Betty Warren, che oltre a organizzare il suo imminente matrimonio, scrive articoli diffamatori sul giornale della scuola.
Il film segue anche le storie di altre tre studentesse: Joan Brandwyn, la prima della classe che sogna di andare a studiare legge a Yale ma è anche in attesa di sposarsi col fidanzato Tommy; Giselle Levy, che intreccia storie sessuali con uomini più grandi di lei, tra cui il professore di letteratura Bill Dunbar; Connie Baker, impacciata e insicura del proprio aspetto, convinta di non piacere a nessuno.

## Cast
La cantautrice Tori Amos appare in un breve cameo, come cantante di un complesso jazz, al matrimonio di Betty.

## Accoglienza
Distribuita sia negli Stati Uniti che in Italia il 19 dicembre 2003, all'uscita nelle sale cinematografiche statunitensi la pellicola si classificò seconda dopo Il Signore degli Anelli - Il ritorno del re. A fronte di un budget di circa 65 milioni di dollari, ha totalizzato un incasso globale di 141.337.989 dollari.